# Флоріан Сівіцький
Флоріан Сівіцький (пол. Florian Siwicki; 10 січня 1925, м. Луцьк Волинської області — 11 березня 2013, Варшава Польща) — польський військовий, дипломат і комуністичний політик, генерал Війська Польського та міністр оборони Польщі з 1983 по 1990 рік.

## Військова та політичні кар‘єри
Син Ельжбети та Євгеніуша. Його батько був унтерофіцером. У 1930 році Євгеніуш Сівіцький був звільнений у запас і переїхав з родиною до села поблизу Рівного. Спочатку він був власником невеликого, тригектарного господарства, а згодом працював бухгалтером в управлінні гміни.
У квітні 1940 року його батька заарештували співробітники НКВС. Через місяць Флоріана з матір'ю депортували вглиб Радянського Союзу до Архангельської області. У віці 17 років він був змушений вступити до лав Червоної Армії. З грудня 1942 року служив у 105 окремому саперному батальйоні, де став заступником командира взводу. У травні 1943 року опинився в лавах польських збройних сил на території СРСР. Служив у 1-й піхотній дивізії імені Тадеуша Костюшка.
На початку 1945 року, після 5 місяців офіцерської підготовки в Радянському Союзі, отримав звання лейтенанта в союзній Радянському Союзу Польській Народній Армії. Командував піхотними взводами та ротами під час Східно-Поморської наступальної операції та Празької наступальної операції.
Після війни він продовжив військову кар'єру як піхотний офіцер і політичну кар'єру як член і чиновник Польської робітничої партії (ПОРП). В армії він став «політичним офіцером», просунувся по службі в ПОРП, а потім у Польській об'єднаній робітничій партії (ПОРП). Він не був дуже близьким до сталінського крила партії, хоча слухняно виконував їхні накази. У 1951—1953 роках він пройшов командно-штабні курси для командирів бригад і дивізій у Військовій академії ім. М. В. Фрунзе в Радянському Союзі. Згодом отримав звання підполковника і до 1957 року командував піхотним батальйоном у Варшавському військовому окрузі. У 1957 році його підвищили до полковника, а в 1960 році — до бригадного генерала. З 1956 по 1959 рік очолював відділ військової розвідки й поліції у Варшавському військовому окрузі. Протягом своєї кар'єри він обіймав низку керівних посад, в тому числі був військовим аташе в Китаї з 1959 по 1961 рік, командиром окремої механізованої бригади в Сілезькому військовому окрузі з 1961 по 1963 рік, командиром 8-ї моторизованої/механізованої піхотної дивізії з 1963 по 1967 рік, командувачем 2-ї польської армії з 1967 по 1972 рік (в тому числі під час вторгнення військ Варшавського договору до Чехословаччини в 1968 році), командувачем Сілезького військового округу в 1972—1973 роках і начальником Генерального штабу польської армії в 1973—1973 роках.
Сівіцький був багаторічним міністром національної оборони в урядах Войцеха Ярузельського, Збігнєва Месснера, Мечислава Раковського і Тадеуша Мазовецького (загалом з 1983 по 1990 рік). У 1972 році він став кандидатом у члени Політбюро ПОРП, а в 1980 році — повноправним членом. Сівіцький був призначений на посаду міністра оборони після того, як Ярузельський пішов у відставку з цієї посади; він також виконував функції «головного заступника Ярузельського в Раді оборони». У жовтні 1983 року Сівіцький був нагороджений орденом Грюнвальдського хреста першого ступеня, однією з його численних нагород.
Згідно з домовленістю, досягнутою під час переговорів за «Круглим столом» і під час подальших політичних подій, Сівіцький залишався міністром оборони в уряді Мазовецького, очолюваному «Солідарністю», до липня 1990 р..